# Mladen Tudor
Mladen Tudor (Split, 29. studenog 1935.), hrvatski fotograf.
Godine 1955. završava fotografski odjel ŠPU u Zagrebu te postaje fotoreporter (VUS, Globus). Kasnije nastavlja svoj rad kao slobodni umjetnik. Tijekom tog razdoblja mnogo je putovao i snimao life fotografije (djelujući i u ekonomskoj propagandi) koje je kasnije sažeo u svoje izložbe.